# Au fond du cœur

Au fond du cœur est un film muet français réalisé par René Le Somptier et sorti en 1914.

## fiche technique
- Réalisateur : René Le Somptier
- Format : Muet - Noir et blanc
- Société de production : Société des Établissements L. Gaumont
- Pays d'origine : France
- Format : Muet - Noir et blanc
- Genre : court-métrage
- Date de sortie : 1914

## Distribution
- Max Dhartigny
- Armand Dutertre
- Mademoiselle Davrières
- Fabienne Fabrèges
- Jeanne Marie-Laurent
- Henry Vidal